# カトリック川棚教会
カトリック川棚教会（カトリックかわたなきょうかい）は、長崎県東彼杵郡川棚町にある、キリスト教（カトリック）の聖堂。
敷地内には純心聖母会が運営する川棚純心こども園が併設されている。

## 教会の守護者
聖ルドビコ茨木
- 日本二十六聖人の一人。教会入口には石膏像が建立。ちなみに川棚純心こども園はこども園に移行する前は彼にちなみ「茨木幼稚園」という名称だった。

## 沿革[1]
教区は川棚地区の宣教のため、旧海軍水交社を土地・建物とともに購入。
- 1950年、オーストラリア人宣教師F・フリン師によって教会・幼稚園・保育所の事業を始める。
- 1952年、スカボロ外国宣教会に移管。
- 1966年、現在の聖堂を建立し、8月10日、山口大司教によって祝別。
- 1970年、教区に移管され、ラウレンシオ深堀栄市神父が主任司祭となる。
- 1981年9月からガブリエル西田忠神父が主任となる。（2001年3月引退に伴い離任[2]）
- 2004年、早岐小教区の巡回教会となり現在に至る。